# Timo Rautiainen (rali-navigátor)

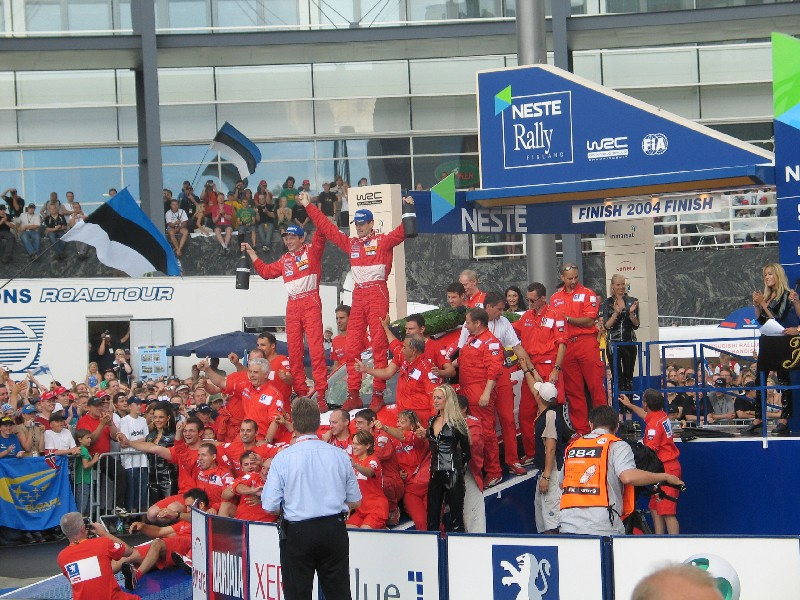
Marcus Grönholmmal a 2004-es finn rali dobogóján

Timo Rautiainen (1964. november 13. –) finn rali-navigátor, Marcus Grönholm társaként kétszer nyerte meg a rali-világbajnokságot.

## Pályafutása
1990-ben a finn ralin, Marcus Grönholm navigátoraként debütált a világbajnokságon. 1990 és 2010 között száznegyvenhárom világbajnoki versenyen álltak rajthoz közösen. Ez idő alatt két világbajnoki címet, harminc győzelmet, hatvanegy dobogós helyezést, valamint több mint ötszáz szakaszgyőzelmet szereztek.
A futamgyőzelmek tekintetében Timo, Daniel Elena mögött a második legsikeresebb navigátornak számít a rali-világbajnokság történelmében.
Érdekesség, hogy Timo és Marcus sógori rokonságban áll, miután Marcus testvére Timo felesége.

### Rali-világbajnoki győzelmei
| #   | Dátum                             | Rali             | Versenyző       | Autó                 | Összefoglaló |
| --- | --------------------------------- | ---------------- | --------------- | -------------------- | ------------ |
| 1.  | 2000. február 10-13               | Svéd rali        | Marcus Grönholm | Peugeot 206 WRC      | Összefoglaló |
| 2.  | 2000. július 13-16                | Új-Zéland-rali   | Marcus Grönholm | Peugeot 206 WRC      | Összefoglaló |
| 3.  | 2000. augusztus 17-20             | Finn rali        | Marcus Grönholm | Peugeot 206 WRC      | Összefoglaló |
| 4.  | 2000. november 9-12               | Ausztrál rali    | Marcus Grönholm | Peugeot 206 WRC      | Összefoglaló |
| 5.  | 2001. augusztus 23-26             | Finn rali        | Marcus Grönholm | Peugeot 206 WRC      | Összefoglaló |
| 6.  | 2001. november 1-4                | Ausztrál rali    | Marcus Grönholm | Peugeot 206 WRC      | Összefoglaló |
| 7.  | 2001. november 22-25              | Brit rali        | Marcus Grönholm | Peugeot 206 WRC      | Összefoglaló |
| 8.  | 2002. február 1-3                 | Svéd rali        | Marcus Grönholm | Peugeot 206 WRC      | Összefoglaló |
| 9.  | 2002. április 19-21               | Ciprus-rali      | Marcus Grönholm | Peugeot 206 WRC      | Összefoglaló |
| 10. | 2002. augusztus 8-11              | Finn rali        | Marcus Grönholm | Peugeot 206 WRC      | Összefoglaló |
| 11. | 2002. október 3-6                 | Új-Zéland-rali   | Marcus Grönholm | Peugeot 206 WRC      | Összefoglaló |
| 12. | 2002. október 31 - november 3     | Ausztrál rali    | Marcus Grönholm | Peugeot 206 WRC      | Összefoglaló |
| 13. | 2003. február 7-9                 | Svéd rali        | Marcus Grönholm | Peugeot 206 WRC      | Összefoglaló |
| 14. | 2003. április 10-13               | Új-Zéland-rali   | Marcus Grönholm | Peugeot 206 WRC      | Összefoglaló |
| 15. | 2003. május 8-11                  | Argentin rali    | Marcus Grönholm | Peugeot 206 WRC      | Összefoglaló |
| 16. | 2004. augusztus 6-8               | Finn rali        | Marcus Grönholm | Peugeot 307 WRC      | Összefoglaló |
| 17. | 2005. augusztus 4-7               | Finn rali        | Marcus Grönholm | Peugeot 307 WRC      | Összefoglaló |
| 18. | 2005. szeptember 30 - október 2   | Japán rali       | Marcus Grönholm | Peugeot 307 WRC      | Összefoglaló |
| 19. | 2006. január 20-22                | Monte Carlo-rali | Marcus Grönholm | Ford Focus RS WRC 06 | Összefoglaló |
| 20. | 2006. február 3-5                 | Svéd rali        | Marcus Grönholm | Ford Focus RS WRC 06 | Összefoglaló |
| 21. | 2006. június 2-4                  | Akropolisz-rali  | Marcus Grönholm | Ford Focus RS WRC 06 | Összefoglaló |
| 22. | 2006. augusztus 18-20             | Finn rali        | Marcus Grönholm | Ford Focus RS WRC 06 | Összefoglaló |
| 23. | 2006. október 13-15               | Török rali       | Marcus Grönholm | Ford Focus RS WRC 06 | Összefoglaló |
| 24. | 2006. november 17-19              | Új-Zéland-rali   | Marcus Grönholm | Ford Focus RS WRC 06 | Összefoglaló |
| 25. | 2006. december 1-3                | Brit rali        | Marcus Grönholm | Ford Focus RS WRC 06 | Összefoglaló |
| 26. | 2007. február 9-11                | Svéd rali        | Marcus Grönholm | Ford Focus RS WRC 06 | Összefoglaló |
| 27. | 2007. május 18-20                 | Szardínia-rali   | Marcus Grönholm | Ford Focus RS WRC 06 | Összefoglaló |
| 28. | 2007. június 1-3                  | Akropolisz-rali  | Marcus Grönholm | Ford Focus RS WRC 06 | Összefoglaló |
| 29. | 2007. augusztus 3-5               | Finn rali        | Marcus Grönholm | Ford Focus RS WRC 07 | Összefoglaló |
| 30. | 2007. augusztus 31 - szeptember 2 | Új-Zéland-rali   | Marcus Grönholm | Ford Focus RS WRC 07 | Összefoglaló |